# 水湳市場

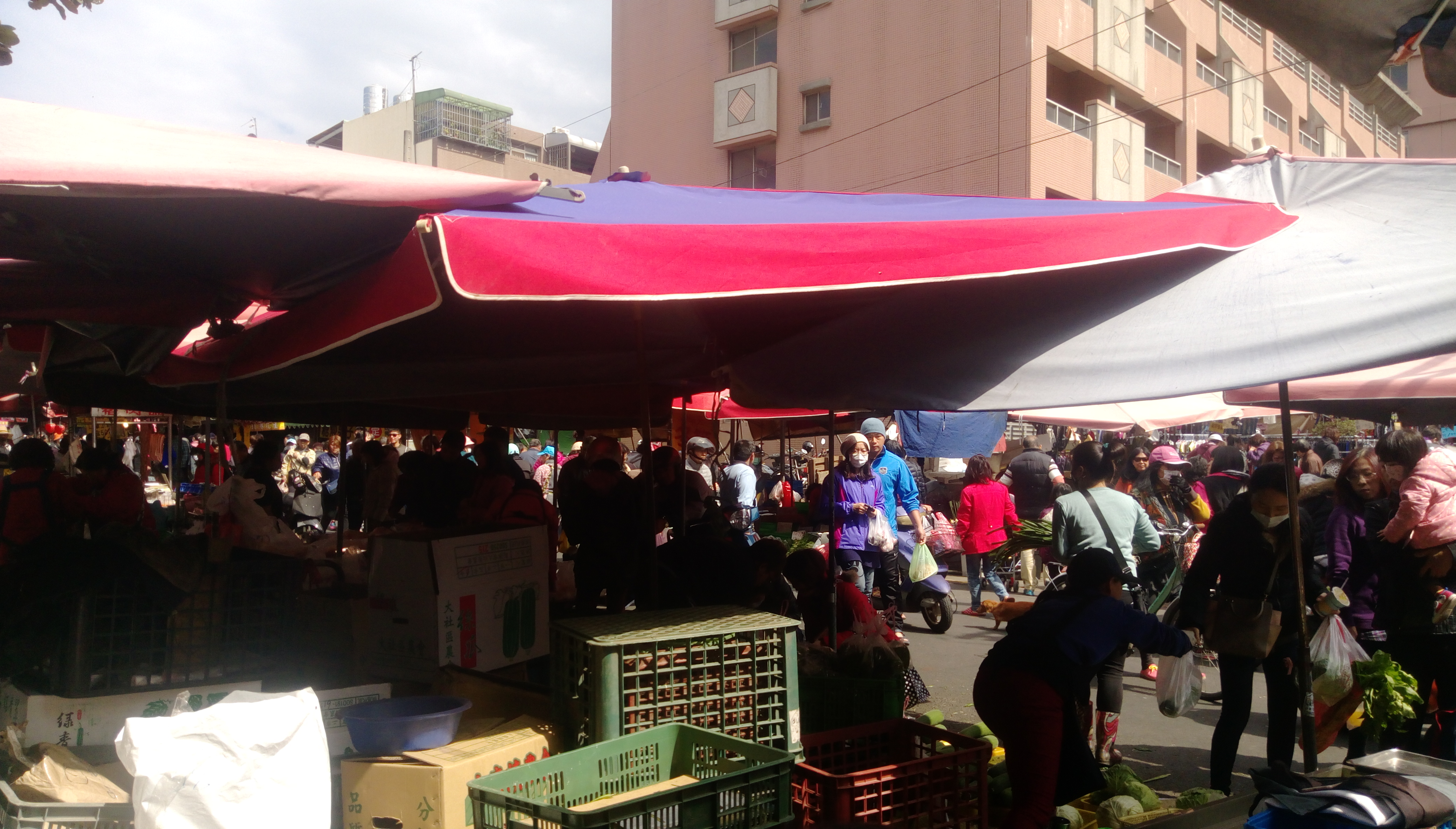

臺中市水湳零售市場，簡稱水湳市場，是一個位於臺中市北屯區中清路附近的民有傳統零售市場。

## 簡介
水湳市場是臺中地區規模僅次於建國市場與向上市場的民間零售市場，亦是北臺中地區主要傳統零售市場之一。 
該市場並無明確範圍，其攤販大約分布於大鵬國小與中清路之間，以及大鵬路與中清西二街之間。
市場內主要販售生活用品、生鮮蔬果、各式肉品海鮮、五穀雜糧以及少量乾貨等。其營業時間約為早上5時至中午前後。晚上雖很少攤販營業，但有一些小吃攤在下午至傍晚開始營業。
該市場通常於臺灣地區傳統重要民俗節日後休市數日，此外全年無休。
另外，因該市場於營業時往往顧客眾多，政治人物大多會於政治活動進行時前往拜訪宣傳。

## 周邊
- 衛道中學
- 臺中市公車水湳市場站點
- 台糖生鮮超市水湳店
- 大鵬國小
- 水湳經貿園區
- 臺中市立大德國中

## 交通

### 臺中市公車
6路、23路、32路、54路、61路、82路、101路、108路、154路、500路等路線。

## 鏈結
- 维基共享资源上的相關多媒體資源：水湳市場